# 卢卡·德沃蒂
卢卡·德沃蒂（義大利語：Luca Devoti，1963年1月2日—），意大利男子帆船运动员。他曾代表意大利参加1996年和2000年夏季奥林匹克运动会帆船比赛，其中2000年奥运会获得男子芬兰级银牌。